# Кастело (Модена)
Кастело (итал. Castello) је насеље у Италији у округу Модена, региону Емилија-Ромања.
Према процени из 2011. у насељу је живело 145 становника. Насеље се налази на надморској висини од 839 м.